# Fos (singel Eleny Paparizou)
Fos (gr. Φως) jest singlem greckiej artystki Eleny Paparizou. Został wydany 18 maja 2007 roku przez Sony BMG i zamieszczony na bonus CD w reedycji albumu Iparhi Logos, czyli Iparhi Logos: Platinum Edition. Singel zawiera utwór "Fos" wraz z czterema innymi piosenkami, w tym "Mazi Sou" i "Le Temps des Fleurs" w wykonaniu Paparizou.
Po ukazaniu się zajął singla od razu pierwsze miejsce na greckiej liście singli.
Piosenka "Fos", sama została nagrana w 2006 roku dla soundtracka do filmu Barbie i 12 tańczących księżniczek.
Trzecie CD w albumie Iparhi Logos: Platinum Edition zawiera w całości singel Fos i do tego jeszcze dwa dodatkowe utwory.

## Lista utworów
- Single CD:

1. "Mazi Sou"
2. "Min Fevgis"
3. "Le Temps Des Fleurs"
4. "An Esy M'agapas"
5. "Fos"

- Iparhi Logos: Platinum Edition: (3 CD)

1. "Mazi Sou"
2. "Min Fevgis"
3. "Le Temps Des Fleurs"
4. "An Esy M'agapas"
5. "Fos"
6. "Pou Pige Tosi Agapi (Summer Moonlight Mix)"
7. "I Agapi Sou Den Meni Pia Edo"

## Osiągnięcia
| Lista                        | Organizacja wydająca certyfikat | Najlepsza pozycja | Wyróżnienie | Liczba tygodni na liście | Sprzedaż |
| ---------------------------- | ------------------------------- | ----------------- | ----------- | ------------------------ | -------- |
| Grecka lista singli          | IFPI                            | 1 (4 tygodnie)    | złota płyta | 36                       | 10,000   |
| Grecka lista singli (roczna) | IFPI                            | 4                 |             |                          |          |